# EK Kavalas
Enosi Kalathosfairisis Kavalas (griechisch Ένωση Καλαθοσφαίρισης Καβάλας ‚Basketball Union Kavalas‘) ist eine griechische Basketballmannschaft aus dem makedonischen Kavala.

## Geschichte
Bis zur Saison 2007/2008 spielte Kavala in der vierten griechischen Liga, der Gamma Ethniki (Γ΄ Εθνική). Im Sommer 2008 fusionierte der Verein mit Panorama, einem Verein aus Thessaloniki, der erst wenige Wochen vorher den Aufstieg in die A1 Ethniki geschafft hatte, und nahm so deren Platz in der ersten griechischen Liga ein.
In der Saison 2012/13 nahm Kavala neben der Basket League auch an der Balkanliga teil. Am Ende der Spielzeit stieg der Verein nach fünf Jahren Erstligazugehörigkeit in die A2 Ethniki ab. Zwar spielte der Verein in der Saison 2015/16 erneut erstklassig, stieg aber rechnerisch am vorletzten Spieltag wieder ab.

## Bedeutende ehemalige Trainer
- Evangelos Alexandris
- Angelos Koronios